# Zachary Brault-Guillard
Zachary Bichotte Paul Brault-Guillard (Delmas, 30 dicembre 1998) è un calciatore canadese, difensore del Lugano e della nazionale canadese.

## Caratteristiche tecniche
Terzino destro molto veloce, potente fisicamente e abile nei cross, per le sue caratteristiche è stato paragonato a Bacary Sagna.

## Carriera

### Club
Cresciuto nel settore giovanile dell'Olympique Lione, il 1º maggio 2018 ha firmato il primo contratto professionistico con la squadra francese, di durata triennale.
Il 5 febbraio 2019, il giovane difensore è passato in prestito all'Impact de Montréal. Al termine del prestito il giocatore viene acquisito in via definitiva dal club canadese.
Il 9 settembre 2022 segna, grazie ad un tiro da fuori area, la rete del definitivo pareggio (2-2) contro il Columbus Crew e grazie al punto conquistato la squadra canadese si qualifica alla fase play-off.

#### L'approdo in Europa
Dopo essere rimasto svincolato da gennaio, il 10 giugno 2024 viene ingaggiato dal club svizzero Lugano firmando un contratto biennale con opzione per una terza stagione.
Il 20 luglio viene impiegato come titolare contro il Grasshoppers, match valido per la prima giornata di campionato. Circa un mese dopo, il 15 agosto, ha disputato i primi minuti in una competizione europea sostituendo Steffen durante i tempi supplementari della gara di ritorno del 3º turno di Europa League.

### Nazionale
Ha partecipato con la nazionale under-20 canadese al Campionato nordamericano di calcio Under-20 del 2017, disputato in Costa Rica. Il 16 ottobre 2018 debutta in gara ufficiale con la massima rappresentativa canadese, entrando al 66' della sfida con la Dominica.

## Statistiche
Statistiche aggiornate al 19 gennaio 2025.
| Stagione           | Squadra            | Campionato         | Campionato | Campionato | Coppe nazionali | Coppe nazionali | Coppe nazionali | Coppe continentali | Coppe continentali | Coppe continentali | Altre coppe | Altre coppe | Altre coppe | Totale | Totale |
| Stagione           | Squadra            | Comp               | Pres       | Reti       | Comp            | Pres            | Reti            | Comp               | Pres               | Reti               | Comp        | Pres        | Reti        | Pres   | Reti   |
| ------------------ | ------------------ | ------------------ | ---------- | ---------- | --------------- | --------------- | --------------- | ------------------ | ------------------ | ------------------ | ----------- | ----------- | ----------- | ------ | ------ |
| 2019               | CF Montréal        | MLS                | 13         | 0          | CC              | 1               | 0               |                    | -                  | -                  |             | -           | -           | 14     | 0      |
| 2020               | CF Montréal        | MLS                | 23         | 0          | CC              | -               | -               | CCL                | 4                  | 0                  |             | -           | -           | 27     | 0      |
| 2021               | CF Montréal        | MLS                | 30         | 2          | CC              | 3               | 0               |                    | -                  | -                  |             | -           | -           | 33     | 2      |
| 2022               | CF Montréal        | MLS                | 19         | 4          | CC              | 2               | 0               | CCL                | 2                  | 0                  |             | -           | -           | 23     | 4      |
| 2023               | CF Montréal        | MLS                | 24         | 1          | CC              | 4               | 1               |                    | -                  | -                  | LC          | 2           | 0           | 30     | 2      |
| Totale CF Montréal | Totale CF Montréal | Totale CF Montréal | 109        | 7          |                 | 10              | 1               |                    | 6                  | 0                  |             | 2           | 0           | 127    | 8      |
| 2024-2025          | Lugano             | SL                 | 11         | 0          | CS              | 2               | 0               | UEL+UECL           | 2+2                | 0                  | -           | -           | -           | 17     | 0      |
| Totale carriera    | Totale carriera    | Totale carriera    | 120        | 7          |                 | 12              | 1               |                    | 10                 | 0                  | -           | 2           | 0           | 144    | 8      |

### Cronologia presenze e reti in nazionale
| Cronologia completa delle presenze e delle reti in nazionale ― Canada | Cronologia completa delle presenze e delle reti in nazionale ― Canada | Cronologia completa delle presenze e delle reti in nazionale ― Canada | Cronologia completa delle presenze e delle reti in nazionale ― Canada | Cronologia completa delle presenze e delle reti in nazionale ― Canada | Cronologia completa delle presenze e delle reti in nazionale ― Canada | Cronologia completa delle presenze e delle reti in nazionale ― Canada | Cronologia completa delle presenze e delle reti in nazionale ― Canada |
| Data                                                                  | Città                                                                 | In casa                                                               | Risultato                                                             | Ospiti                                                                | Competizione                                                          | Reti                                                                  | Note                                                                  |
| --------------------------------------------------------------------- | --------------------------------------------------------------------- | --------------------------------------------------------------------- | --------------------------------------------------------------------- | --------------------------------------------------------------------- | --------------------------------------------------------------------- | --------------------------------------------------------------------- | --------------------------------------------------------------------- |
| 16-10-2018                                                            | Toronto                                                               | Canada                                                                | 5 – 0                                                                 | Dominica                                                              | CONCACAF Nations League 2019-2020 - 1º turno                          | -                                                                     | 66’                                                                   |
| 19-11-2018                                                            | Basseterre                                                            | Saint Kitts e Nevis                                                   | 0 – 1                                                                 | Canada                                                                | CONCACAF Nations League 2019-2020 - 1º turno                          | -                                                                     |                                                                       |
| 24-3-2019                                                             | Vancouver                                                             | Canada                                                                | 4 – 1                                                                 | Guyana                                                                | CONCACAF Nations League 2019-2020 - 1º turno                          | -                                                                     |                                                                       |
| 10-6-2019                                                             | Fullerton                                                             | Trinidad e Tobago                                                     | 0 – 2                                                                 | Canada                                                                | Amichevole                                                            | -                                                                     |                                                                       |
| 19-6-2019                                                             | Denver                                                                | Messico                                                               | 3 – 1                                                                 | Canada                                                                | Gold Cup 2019 - 1º turno                                              | -                                                                     |                                                                       |
| 5-6-2021                                                              | Bradenton                                                             | Aruba                                                                 | 0 – 7                                                                 | Canada                                                                | Qual. Mondiali 2022                                                   | 1                                                                     | 34’                                                                   |
| 2-2-2022                                                              | San Salvador                                                          | El Salvador                                                           | 0 – 2                                                                 | Canada                                                                | Qual. Mondiali 2022                                                   | -                                                                     | 83’                                                                   |
| 11-11-2022                                                            | Manama                                                                | Bahrein                                                               | 2 – 2                                                                 | Canada                                                                | Amichevole                                                            | 1                                                                     | 59’                                                                   |
| 2-7-2023                                                              | Houston                                                               | Guatemala                                                             | 0 – 0                                                                 | Canada                                                                | Gold Cup 2023 - 1º turno                                              | -                                                                     | 80’                                                                   |
| Totale                                                                |                                                                       | Presenze                                                              | 9                                                                     |                                                                       | Reti                                                                  | 1                                                                     |                                                                       |

## Palmarès

### Competizioni nazionali
- Canadian Championship: 2

Montreal Impact: 2019, 2021